# Menhir du Pré-Doux
Le menhir du Pré Doux est situé à Notre-Dame-de-Riez, dans le département français de la Vendée.

## Protection
L'édifice est classé au titre des monuments historiques par arrêté du 12 mai 1924.

## Description
Le menhir est un bloc de grès de 3 m de longueur pour 3 m de largeur et 0,70 m d'épaisseur pour un poids estimé d'environ 12 t. Renversé une première fois, Marcel Baudouin le fit relever en 1921.